# Horáreň Huty
Horáreň Huty je historická a památkově chráněná budova v Ľubochnianské dolině, ve vzdálenosti asi tří kilometrů od pily v Lubochni. Je trvale osídlena.

## Historie
Budova byla postavena pravděpodobně v 17. nebo 18. století. Sloužila jako sklářský dům a patřila panství Likava. Sklárna v obci fungovala již roku 1629, podle smlouvy majitele hradu Likava Gabriela Illezházyho se sklomistrem Bartolomějem ve věci dodávky zboží (originál by se měl nacházet v muzeu Dr. Brančíka v Trenčíně). Dnes slouží jako myslivna. V dolince oddělující se od hlavní doliny se nacházejí pozůstatky dolování železa.